# AGRAFA
AGRAFA este o arie protejată (arie specială de conservare — SAC, sit de importanță comunitară — SCI) din Grecia întinsă pe o suprafață de 9.661,67 ha, integral pe uscat.

## Localizare
Centrul sitului AGRAFA este situat la coordonatele 39°13′50″N 21°36′05″E / 39.230557°N 21.601437°E.

## Înființare
Situl AGRAFA a fost declarat sit de importanță comunitară în aprilie 1997 pentru a proteja 5 specii de animale. Situl a fost protejat și ca arie specială de conservare în martie 2011.

## Biodiversitate
Situată în ecoregiunea mediteraneană, aria protejată conține 6 habitate naturale: Lande oro-mediteraneene cu formațiuni endemice de grozamă, Matorral arborescenți cu Juniperus spp., Pajiști alpine și subalpine calcaroase, Pante stâncoase calcaroase cu vegetație casmofită, Păduri panonice-balcanice de stejar turcesc - stejar sesil, Păduri de fag elene cu Abies borisii-regis.
La baza desemnării sitului se află mai multe specii protejate:
- amfibieni (1): izvoraș-cu-burta-galbenă (Bombina variegata)
- mamifere (1): vidră de râu (Lutra lutra)
- reptile (3): țestoasa de baltă (Emys orbicularis), țestoasă bănățeană (Testudo hermanni), Testudo marginata

Pe lângă speciile protejate, pe teritoriul sitului au mai fost identificate 19 specii de plante, 2 specii de amfibieni, 4 specii de mamifere, 4 specii de reptile.